# Ханссон, Ноэль
Карл Ноэль Сигвард Ханссон (швед. Carl Noel Sigvard Hansson; род. 6 сентября 2003) — шведский футболист, защитник клуба «Сириус».

## Клубная карьера
Является воспитанником «Сириуса», в составе которого прошёл путь от детских и юношеских команд до основной. С 2018 года выступал также за «Суннерсту» в пятом шведском дивизионе, приняв в общей сложности участие в 29 матчах. С 2020 года стал привлекаться к тренировкам с основным составом «Сириуса». 8 ноября впервые попал в официальную заявку на матч чемпионата Швеции против «Мальмё». На 82-й минуте встречи он появился на поле, заменив Джейми Роше. 23 октября 2021 года подписал с клубом молодёжный контракт, рассчитанный до конца 2023 года.

## Клубная статистика
| Выступление      | Выступление      | Выступление      | Лига | Лига | Кубки | Кубки | Конт. кубки | Конт. кубки | Итого | Итого |
| Клуб             | Лига             | Сезон            | Игры | Голы | Игры  | Голы  | Игры        | Голы        | Игры  | Голы  |
| ---------------- | ---------------- | ---------------- | ---- | ---- | ----- | ----- | ----------- | ----------- | ----- | ----- |
| Сириус           | Алльсвенскан     | 2020             | 1    | 0    | 0     | 0     | 0           | 0           | 1     | 0     |
| Сириус           | Алльсвенскан     | 2021             | 0    | 0    | 0     | 0     | 0           | 0           | 0     | 0     |
| Сириус           | Итого            | Итого            | 1    | 0    | 0     | 0     | 0           | 0           | 1     | 0     |
| Всего за карьеру | Всего за карьеру | Всего за карьеру | 1    | 0    | 0     | 0     | 0           | 0           | 1     | 0     |